# Мазанский сельский совет
Ма́занский се́льский сове́т (укр. Мазанська сільська рада, крымскотат. Mazanka köy şurası) — административно-территориальная единица в Симферопольском районе АР Крым Украины (фактически до 2014 года), ранее до 1991 года — в  составе Крымской области УССР в СССР, до 1954 года — в составе Крымской области РСФСР в СССР, до 1945 года — в составе Крымской АССР РСФСР в СССР.
Образован сельсовет в 1923 году, в составе Симферопольского района, после отмены системы волостного деления.
К 2014 году сельсовет состоял из 5 сёл:
- Мазанка
- Красновка
- Лесноселье
- Опушки
- Соловьёвка

С 2014 года на месте сельсовета находится Мазанское сельское поселение.